# Glypta californica
Glypta californica är en stekelart som beskrevs av Léon Abel Provancher 1886. Glypta californica ingår i släktet Glypta och familjen brokparasitsteklar. Inga underarter finns listade i Catalogue of Life.